# Dana Air
Dana Air — нігерійська авіакомпанія зі штаб-квартирою в місті Ікеджа (штат Лагос).

## Флот
Станом на 22 жовтня 2013 року повітряний флот авіакомпанії Dana Air становили такі літаки:
- McDonnell Douglas MD-83 — 2 од.

## Авіаподії і нещасні випадки
- 3 червня 2012 року. Літак McDonnell Douglas MD-83 (реєстраційний номер 5N-RAM), що здійснював комерційний рейс 992 з міжнародного аеропорту імені Ннамді Азіківе (Абуджа) в міжнародний аеропорт імені Муртали Мохаммеда (Лагос), при виконанні заходу на посадку в аеропорту призначення впав на двоповерхову будівлю, розвалився на частини і загорівся. За попередньою оцінкою загинули 153 людини на борту лайнера і не менш 40 чоловік, що знаходилися у момент катастрофи на землі.[4][5].